# Pierre Bergounioux
Pierre Bergounioux (Brive-la-Gaillarde, 1949) è uno scrittore francese, ex-allievo dell'École Normale Supérieure di Saint-Cloud, agrégé in lettere moderne, vincitore del Prix Alain-Fournier.

## Opere
- Catherine, Gallimard (1984)
- Ce pas et le suivant, Gallimard (1985)
- La bête faramineuse, Gallimard (1986)
- La maison rose, Gallimard (1987)
- L'arbre sur la rivière, Gallimard (1988)
- C'était nous, Gallimard (1989)
- Johan Zoffany, Vénus sur les eaux, con Bernadette de Boysson, éditions William Blake & Co. (1990)
- La mue, Gallimard (1991)
- L'orphelin, Gallimard (1992)
- Le matin des origines, Verdier (1992)
- Le Grand Sylvain, Verdier (1993)
- La Toussaint, Gallimard (1994)
- La casse, Fata Morgana (1994)
- Points cardinaux, Fata Morgana (1994)
- L'immémorable, con Magdi Senadji, éditions À une soie (1994)
- Au jour consumé, con Jean-Michel Fauquet, éditions Filigranes (1994)
- Miette, Gallimard (1995) e Folio (1996)
- La cécité d'Homère. Cinq leçons de poétique, éditions Circé (1995)
- D'abord, nous sommes au monde, con Alain Turpault, éditions du Laquet (1995)
- Æneis, con Philippe Ségéral, Fondation Paribas (1995)
- La mort de Brune, Gallimard (1996) e Folio (1997)
- Le chevron, Verdier (1996)
- Haute tension, éditions William Blake & Co. (1996)
- Le bois du chapitre, éditions Théodore Balmoral (1996)
- Les choses mêmes, con François Pons, éditions Les Cahiers de l'Atelier (1996)
- La ligne, Verdier (1997)
- L'empreinte, éditions François Janaud (1997)
- La demeure des ombres, éditions Art & Arts (1997)
- Kpélié, Les Flohic éditeurs (1997)
- Conversations sur l'Isle, conversazioni con Tristan Hordé, éditions William Blake & Co. (1998)
- La puissance du souvenir dans l'écriture. L'effet Zeigarnik, éditions Pleins Feux (2000)
- Le premier mot, Gallimard (2001)
- Les forges de Syam, éditions de l'Imprimeur (2001)
- Simples, magistraux et autres antidotes, Verdier (2001)
- Un peu de bleu dans le paysage, Verdier (2001)
- B-17 G, Les Flohic éditeurs (2001), Argol (2006)
- François, éditions François Janaud (2001)
- Jusqu'à Faulkner, Gallimard (2002)
- Aimer la grammaire, Nathan (2002)
- L'héritage, conversazioni con Gabriel Bergounioux, Les Flohic éditeurs (2002)
- Ordalies, con Jean-Michel Fauquet, éditions Filigranes (2002)
- Back in the sixties, Verdier (2003)
- Univers préférables, Fata Morgana (2003)
- Bréviaire de littérature à l'usage des vivants, Bréal (2004)
- Le fleuve des âges, Fata Morgana (2005)
- Pycniques et leptosomes. Sur C.-A. Cingria, Fata Morgana (2005)
- Carnet de notes. Journal 1980-1990, Verdier (2006)
- L'invention du présent, Fata Morgana (2006)
- La fin du monde en avançant, Fata Morgana (2006)
- École: mission accomplie, éditions les Prairies ordinaires (2006)
- Secondo volume del diario (journal, 1991-2000) di prossima pubblicazione nel 2007 o nel 2008 presso le éditions Verdier.

## Studi critici
- Rivista «Théodore Balmoral», numero 45 (inverno 2003-2004): «Compagnies de Pierre Bergounioux». Contiene contributi di Pierre d'Almeida, Bernard Baillaud, Gabriel Bergounioux, Thierry Bouchard, Denis Borel, Lionel Bourg, Yves Charnet, Jean-Luc Fougeray, Alain Galan, Christian Garcin, Gil Jouanard, Paul Martin, Jean-Paul Michel, Jean-Claude Pinson, Jacques Réda, Jean Roudaut, John Taylor e Dominique Viart. Contiene inoltre un testo inedito di Pierre Bergounioux («Jours de juillet»), una conversazione con Thierry Bouchard, una bibliografia completa e dei riferimenti biografici.
- Jean-Paul Michel, «La deuxième fois», Pierre Bergounioux sculpteur (fotografie di Baptiste Belcour), William Blake & co. éditeur (1997).
- Marie Thérèse Jacquet, Fiction Bergounioux, De Catherine à Miette, collana «Marges critiques - Margini critici», Bari, Graphiservice, 2006. Lettura introduttiva alla produzione di Bergounioux dal 1984 al 1995

## Altre pubblicazioni
- Scies, brandons, lombrics et autres auxiliaires, penser/rêver n°4, L'informe, Mercure de France (autunno 2003).
- Pour une histoire de la haine, penser/rêver n°6, La haine des enfants, Mercure de France (autunno 2004).
- Les périls, l'immortalité, penser/rêver n°8, Pourquoi le fanatisme?, éditions de l'Olivier (autunno 2005).
- "Radiografia della letteratura fra azione e contemplazione", trad. di Marco Dotti, in il manifesto, 3 agosto 2007.